# Оук-Гроув (Орегон)
Оук-Гроув (англ. Oak Grove) — переписна місцевість (CDP) в США, в окрузі Клакамас штату Орегон. Населення — 17 290 осіб (2020).

## Географія
Оук-Гроув розташований за координатами 45°24′46″ пн. ш. 122°38′4″ зх. д. / 45.41278° пн. ш. 122.63444° зх. д. (45.412653, -122.634446).  За даними Бюро перепису населення США в 2010 році переписна місцевість мала площу 10,74 км², з яких 10,06 км² — суходіл та 0,68 км² — водойми.

## Демографія
Згідно з переписом 2010 року, у переписній місцевості мешкало 16 629 осіб у 6976 домогосподарствах у складі 4247 родин. Густота населення становила 1548 осіб/км².  Було 7473 помешкання (696/км²).
Расовий склад населення:
| - 89,7 % — білих - 1,7 % — азіатів - 1,0 % — чорних або афроамериканців - 0,8 % — корінних американців - 0,2 % — вихідців з тихоокеанських островів - 3,2 % — осіб інших рас |

До двох чи більше рас належало 3,4 %. Частка іспаномовних становила 8,4 % від усіх жителів.
За віковим діапазоном населення розподілялося таким чином: 20,1 % — особи молодші 18 років, 60,4 % — особи у віці 18—64 років, 19,5 % — особи у віці 65 років та старші. Медіана віку мешканця становила 43,3 року. На 100 осіб жіночої статі у переписній місцевості припадало 92,8 чоловіків;  на 100 жінок у віці від 18 років та старших — 90,5 чоловіків також старших 18 років.
Середній дохід на одне домашнє господарство  становив 71 408 доларів США (медіана — 56 268), а середній дохід на одну сім'ю — 85 208 доларів (медіана — 70 977). Медіана доходів становила 47 676 доларів для чоловіків та 41 612 долари для жінок. За межею бідності перебувало 9,9 % осіб, у тому числі 13,9 % дітей у віці до 18 років та 6,4 % осіб у віці 65 років та старших.
Цивільне працевлаштоване населення становило 7883 особи. Основні галузі зайнятості: освіта, охорона здоров'я та соціальна допомога — 23,6 %, науковці, спеціалісти, менеджери — 12,3 %, роздрібна торгівля — 11,3 %, виробництво — 10,9 %.